# Хребтовое
Хребтовое — село в муниципальном образовании «город Горячий Ключ» Краснодарского края. Входит в состав Безымянного сельского округа.

## География
Село расположено в горно-лесной зоне, на берегу реки Каверзе (Кобза), в 16 км к юго-западу от города Горячий Ключ. По северной окраине села проходит федеральная автодорога М4 («Дон»).
В окрестностях села расположены Каверзинские водопады.

## История
Село Хребтовое основано в 1874 году. 

## Население
| 2002 | 2010 |
| ---- | ---- |
| 18   | ↘11  |

## Улицы
В селе всего одна улица — Изумрудная.